# Лубмин
Лубмин (нем. Lubmin) — община в Германии, в земле Мекленбург-Передняя Померания. Входит в состав района Восточная Передняя Померания. Подчиняется управлению Лубмин. Население составляет 2041 человек (на 31 декабря 2010 года). Занимает площадь 13,87 км².
В Лубмине находится точка выхода на берег газопровода Северный поток. Новый терминал СПГ в Лубмине использует часть инфраструктуры «Северного потока — 2» — измерительную станцию и сухопутные продолжения (принадлежит оператору Gascade, долю в котором «Газпром» потерял после «временной национализации» Gazprom Germania).
На территории хранилища бывшей восточногерманской АЭС «Лубмин» находится центр по утилизации ядерных отходов компании Energiewerke Nord (EWN).
Судно хранения и регазификации СПГ «Neptune» имеет первоначальную мощность 4,5 млрд м³ в год, с дальнейшим увеличением до 13,5 млрд м³.

## История

### Средние века
Впервые упоминается в документе 1271 года в связи со сбором десятины приходом Вустерхузен.
Это место называлось «Люббемин» или «Люббемин» и было в основном фермерским хозяйством и деревней Бюднер. С XIII по XIV век Лубмин упоминался как рыцарская резиденция, как домен принадлежал семье Спандоу, которая в XIII веке основала Спандоуверхаген. Когда в 1470 году род пресёкся, Лубмин превратился в фермерскую деревню с восемью фермами размером от чуть менее 400 до 690 померанских акров. Также существовали 37 бюднерхауса со средней площадью 21 померанский акр, занимавшиеся рыбной ловлей.
Согласно традиции, город сильно пострадал от наводнения дня всех святых: сильный ветер с юго-запада запрудил воду в центральной и северной части Балтийского моря, затем ветер повернул на северо-восток и вытолкнул воду в залив. Морская вода обрушилась на поморское побережье и нанесла там серьёзный ущерб.

### Новое время
В результате Тридцатилетней войны Лубмин перешёл под власть Швеции в 1637 году, как и вся Шведская Померания. Шведский маршал Карл-Густав Врангель приобрёл поместье Ноннендорф с деревнями Любмин, Латцов и Брюнцов в 1652 году. В 1768 году фермеры впервые арендовали землю у шведов, чтобы выкупить её после Венского конгресса 1815 года с передачей муниципалитета Пруссии за 11 500 рейхсталеров.